# Abdelmadjid Ali Bouacha
Abdelmadjid Ali Bouacha (ou Magid Ali Bouacha), né le 10 octobre 1945 à El Kala (arrondissement de Bône en Algérie française) et mort à Paris le 21 octobre 2002, est un linguiste et didacticien français, spécialiste d'analyse du discours et de didactique du français langue étrangère, professeur à l'université de Paris VIII.